# Flûte traversière baroque

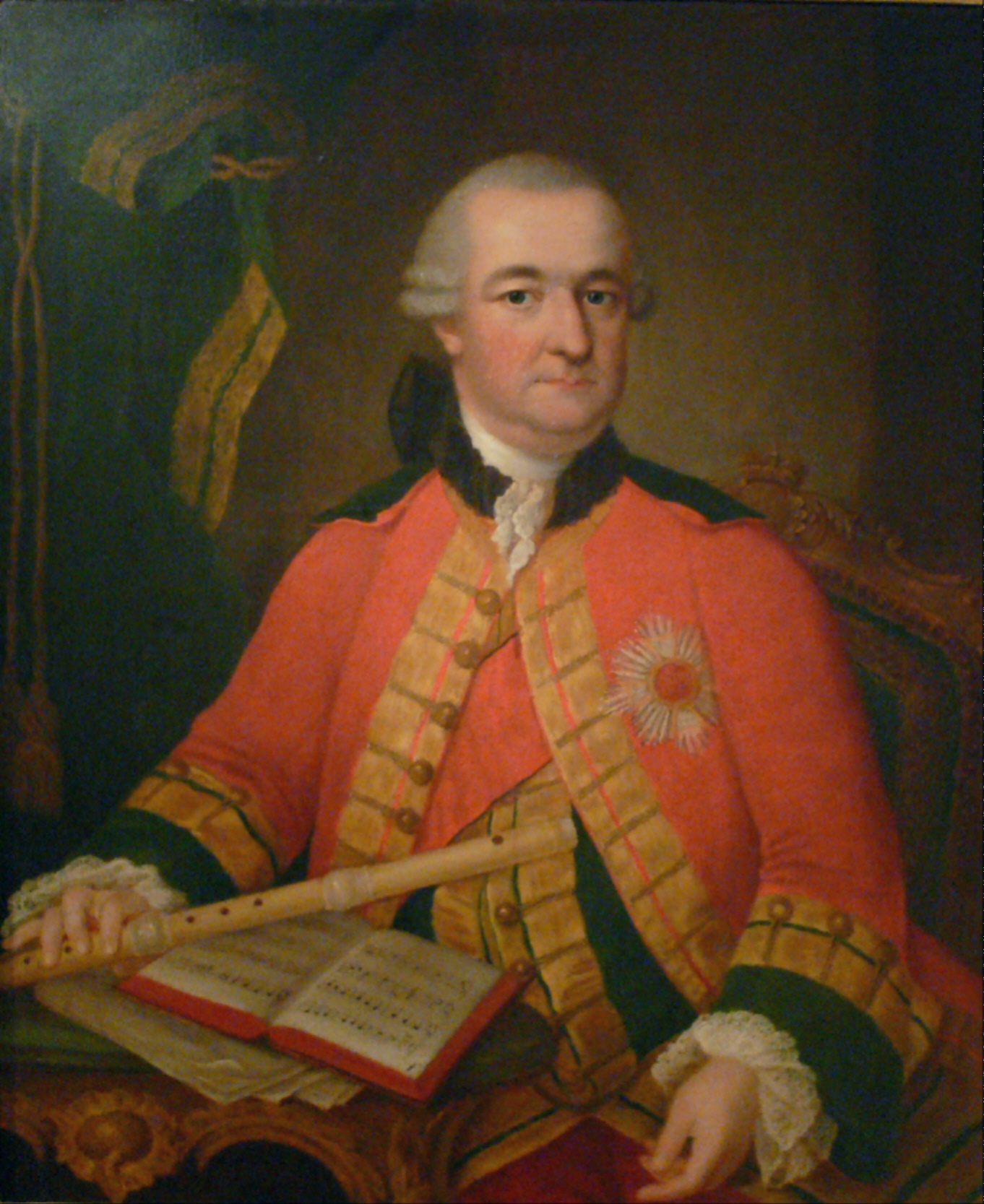
Charles Théodore de Bavière avec une flûte traversière baroque.

La flûte traversière baroque, dite flûte allemande ou traverso, est une flûte en usage en Europe au XVIIe siècle et au XVIIIe siècle.

## Historique

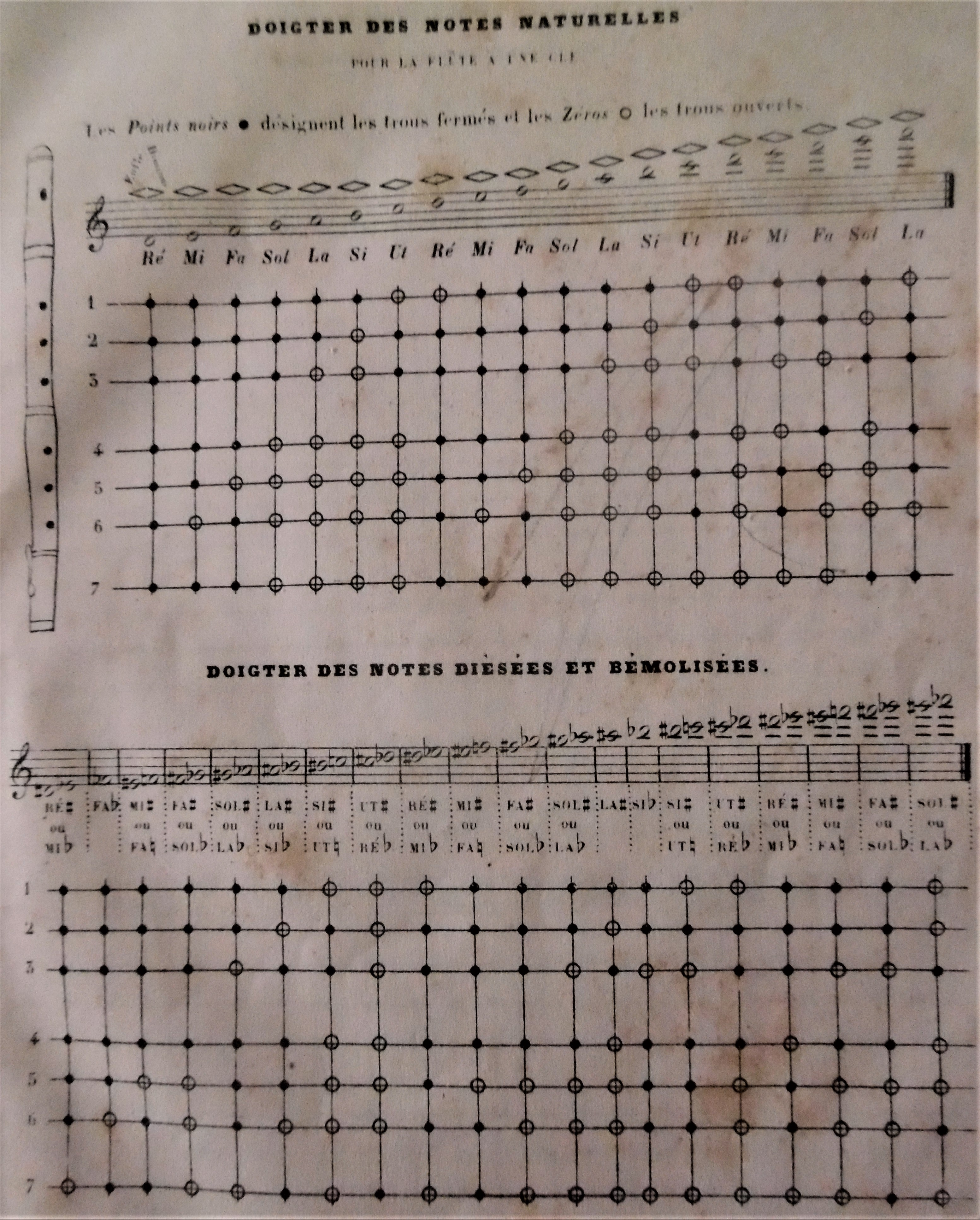
Tableau des doigtés de la flûte à une clé (méthode de flûte de François Devienne vers 1795).

Jean-Baptiste Lully est le premier compositeur de premier plan utilisant la flûte traversière dans son ensemble. 
À la fin du XVIIe siècle, des flûtistes tels que Jacques-Martin Hotteterre (1674-1743), membre d'une famille de facteurs de flûtes, et Johann Joachim Quantz, apportent des améliorations à l'instrument, encore perfectionné à la fin du XVIIIe siècle avant d'être supplanté au milieu du XIXe siècle par la flûte traversière que nous connaissons.
La perce de la flûte devient conique et l'instrument est divisé en trois morceaux : la tête (avec l'embouchure), le corps qui comporte les trous joués directement avec six doigts (trois pour chaque main, index, majeur et annulaire) et le pied qui reçoit la clé actionnée par l'auriculaire de la main droite. C'est une quasi-certitude que la famille Hotteterre est à l'origine de la clé de ré dièse, inventée vers les années 1660-1670, qui permet à la flûte traversière de produire tous les sons de l'échelle chromatique. Le la des flûtes signées Hotteterre conservées aujourd'hui est à environ 392 Hertz. Par ailleurs Jacques-Martin Hotteterre écrit en 1707 le premier livre à propos de la flûte traversière : Les Principes de la Flûte Traversière.
La flûte connait dans la première moitié du XVIIIe siècle de nouvelles évolutions. Elle comprend à présent quatre parties, et le diapason du la le plus courant est à 415 Hz. Ce modèle est appelé modèle Quantz, ou modèle Stanesby en Angleterre et modèle Bizey ou Scherer en France.
Ces flûtes ne disposaient que de cette unique clé de ré#. Quantz en ajoute une deuxième pour distinguer le ré dièse du mi bémol, mais cette innovation n'est pas adoptée. À l'exception du ré#, les altérations à la gamme de base de ré majeur de l'instrument étaient produites par des doigtés de fourche. Le jeu dans la tonalité de ré ou celles proches (de do à mi majeur et tons relatifs mineurs) était plus aisé que dans les tonalités comportant des bémols, rarement utilisées dans les œuvres où la flûte est soliste, telles que concertos ou pièces de musique de chambre, où l'instrument est mis en valeur . Cette flûte à une clé est celle pour laquelle ont composé les musiciens de l'époque baroque et du début du classicisme, notamment Bach et Mozart.

Traverso (vers 1740).
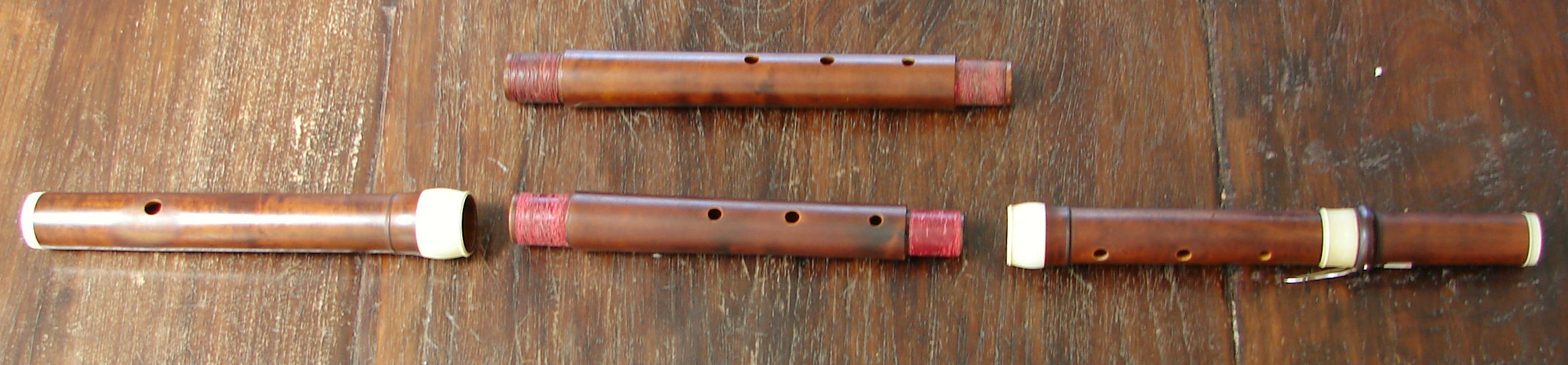
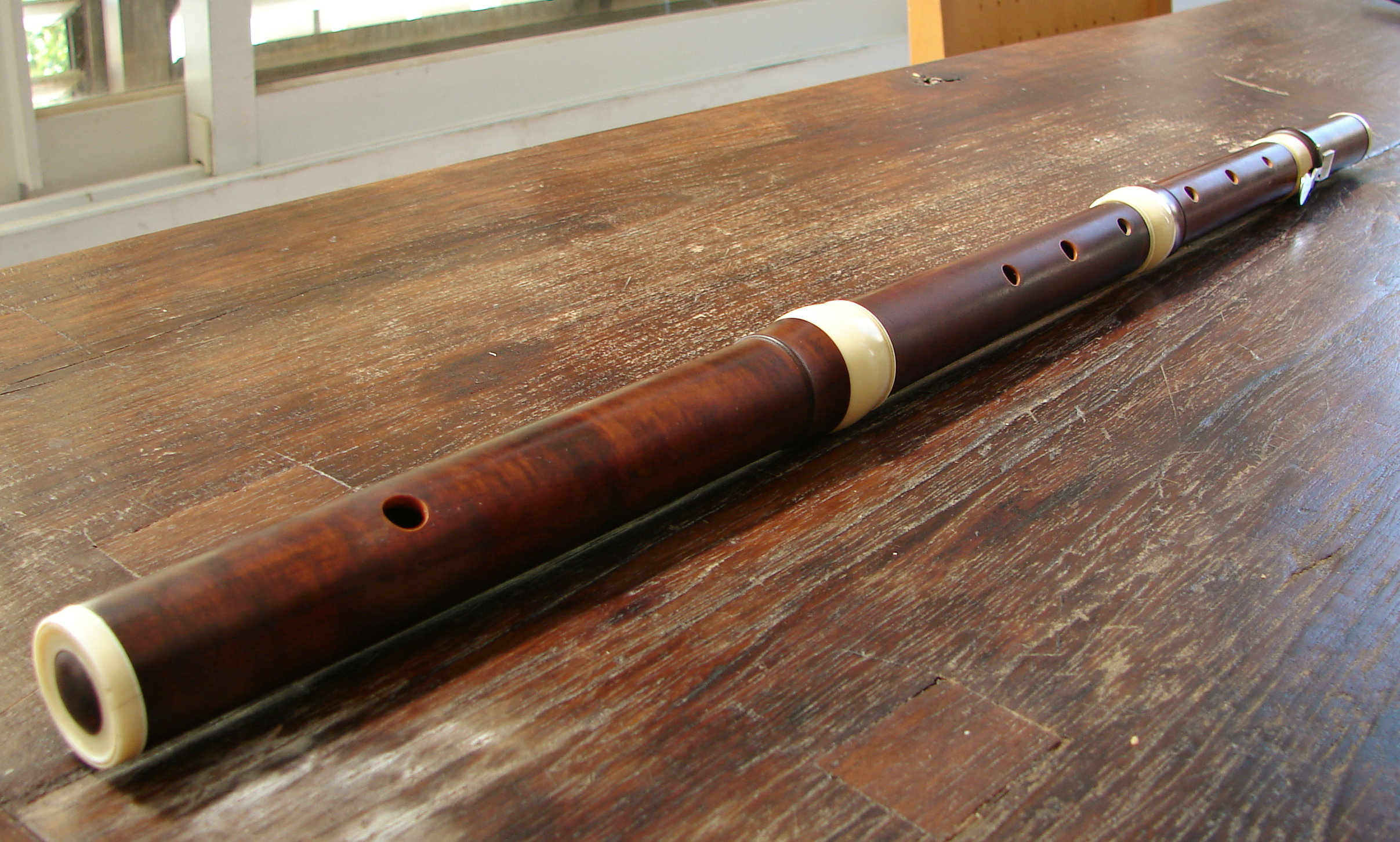

Des clés supplémentaires sont ajoutées vers 1790, le modèle le plus courant de la première moitié du XIXe siècle étant la flûte à cinq clés, les cinq doigts de la main gauche étant utilisés, pouce pour une clé de si bémol (ou la dièse), auriculaire pour une clé de sol dièse (ou la bémol) et deux autres clés permettant d'éviter les doigtés de fourche pour un jeu chromatique plus aisé, plusieurs notes restant encore d'une justesse imparfaite ou d'un timbre inégal. Certains facteurs ajoutent une «patte d'ut» étendant la tessiture  d'un ton dans le grave (do et do#) et d'autres clés pour faciliter certains trilles, portant ce nombre jusqu'à neuf. Cet instrument était celui des compositeurs de la première période romantique avant la création de la forme actuelle de l'instrument par Theobald Boehm dans les années 1830. Cette flûte en bois à plusieurs clés, certains modèles comportant des trous larges donnant une sonorité plus puissante, correspond à la flûte irlandaise et ne peut être assimilée au traverso baroque. 
La redécouverte du traverso au milieu du  XXe siècle est liée au renouveau de la musique baroque. Son timbre voilé et la sonorité particulière de certaines notes mise en valeur par certains compositeurs, notamment Jean-Sébastien Bach dans l'accompagnement de plusieurs cantates, permet une interprétation plus authentique.

## Facture

### Matériaux
Avant l'introduction du métal, les flûtes étaient construites en bois (généralement buis ou ébène pour celles de l'époque baroque), ou en ivoire pour des instruments plus prestigieux. Les viroles (ou bagues) étaient en ivoire, en métal, en os ou en corne, et les clés en argent, en cuivre ou en laiton. Beaucoup plus exceptionnelles, quelques flûtes à une clé ont été réalisées en porcelaine de Saxe,.

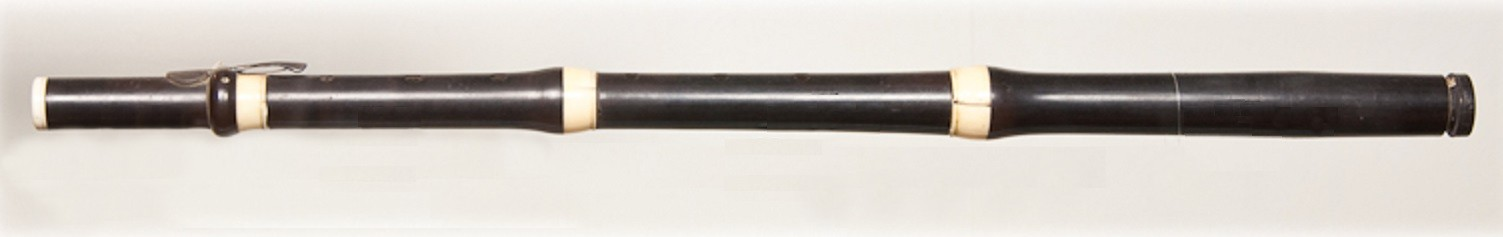
Flûte à une clé de Léonard Clapisson en ébène, bagues en ivoire (c.1775/1790)

La facture moderne utilise également le buis, mais surtout la grenadille (ébène du Mozambique) et le palissandre, plus rarement le bois de rose, le cocobolo, le mopane ou d'autres essences exotiques. La plupart sont des bois tropicaux inscrits sur les listes des espèces menacées d'extinction, ce qui en rend l'approvisionnement difficile et onéreux. Les viroles peuvent être en ivoirine.
Des instruments en résine ABS sont également disponibles depuis 1985.

### Facteurs
La facture instrumentale était très souvent à l'époque baroque une affaire de famille ; les techniques et les secrets de fabrication se transmettaient de père en fils, ou de père en gendre, les mariages étant souvent arrangés entre familles de la même corporation. En France, il y a eu notamment, originaires de La Couture, village réputé pour la qualité et l'abondance de son buis, la dynastie des Hotteterre, d'une quinzaine de membres et active sur deux siècles, dont le représentant le plus illustre est Jacques-Martin Hotteterre, et la dynastie Lot, active jusqu'en 1950.
Par leur qualité de fabrication, la noblesse des matériaux, les innovations techniques, mais aussi le nombre d'instruments retrouvés de nos jours (infime par rapport aux quantités produites), quelques facteurs ont eu leurs noms retenus par la postérité. D'autres éléments ont pu jouer, comme la réputation acquise auprès de musiciens célèbres, ou le privilège d'être fournisseur d'une cour princière ou royale, comme, entre autres, Scherer pour les flûtes en ivoire de Frédéric le Grand, ou la firme dirigée par Barbe Naust (veuve de Pierre Naust), distinguée en 1715 comme « maitre faiseur d'instruments de la maison du Roy ».
Parmi les nombreux facteurs de flûtes actifs aux XVIIe et XVIIIe siècles, on peut citer :
- George Astor (1752-1813), Londres
- Willem Beukers senior (1666-1750), Willem Beukers junior (1703-1781), Amsterdam
- Charles Bizey (c.1690-175?), Paris
- Pierre Jaillard dit Bressan (1663-1731), Londres
- Gabriel (1701-1763), Gottlieb (1706-1768) et Johann August Crone (1727-1804), Leipzig
- Johann Christoph Denner (1655-1707), Jacob Denner (1681-1735), Nuremberg
- Johann Eichentopf (de) (1678-1769), Leipzig
- (Karl) August Grenser (1720-1807), Heinrich Grenser (1764-1813), Dresde
- Griessling & Schlott, atelier à Berlin (1801-1835)
- Richard Haka (de) (1646-1705), Amsterdam
- Jean Hotteterre (1677-1720), Jacques-Martin Hotteterre (1673-1763), Paris
- Friedrich Gabriel August Kirst (1750-1806), Potsdam
- Martin (1718-1785), Gilles et Thomas Lot (1708-1787), Paris
- Pierre Naust (1660-1709), Paris
- Johann Wilhelm Oberlender (1681-1763), Nuremberg
- Carlo Palanca (1690-1783), Turin
- Prudent (1730-1786), Paris
- Johann Joachim Quantz (1697-1773), Potsdam
- Jean-Jacques Rippert (1645-1724), Paris
- Jean Hyacinthe (Joannes Hyacinthus) Rottenburgh (nl) (1672-1765), Godefroid Adrien (Godfridus Adrianus) Rottenburgh (1703-1768 ou 1709-1790), François-Joseph Rottenburgh (1743-1803), Bruxelles
- Johannes Scherer (1627-1707), Johannes Scherer (de) (1664-1722), Georg Heinrich Scherer (1703-1778), Butzbach
- Thomas Stanesby junior (1692-1754), Londres
- Johann George Tromlitz (1725-1805), Leipzig
- Robbert Wijne (1698-1774), Willem Wijne (1730-1816), Nimègue

Alors que la fabrication de copies de flûtes à bec du XVIIIe siècle avait commencé dès 1920, celle des flûtes traversières de type baroque n'intervient que beaucoup plus tard, dans les années 1960, avec Rudolf Tutz (1940-2017) et Andreas Glatt (1945-2013), qui reproduisent les rares instruments historiques mis à leur disposition. Dans la continuation de ces deux pionniers, d'autres artisans créent leurs propres ateliers, chacun ajoutant sa touche personnelle et sa signature : Guido M. Klemisch (1974), Alain Weemaels (1975), Claire Soubeyran (1949-2018) en 1976, Stefan Beck (1977), Alain J.W. Winkelman (1978)… Les instruments les plus souvent copiés sont ceux de J.H. et G.A. Rottenburgh, A. Grenser, J. Denner, Carlo Palanca, Hotteterre, Stanesby, Quantz et Bressan.
Contrairement aux flûtes à bec, qui font dès 1930 l'objet d'une production semi-industrielle, la fabrication de flûtes baroques en bois reste un domaine exclusivement artisanal, et les instruments ne sont joués que par des professionnels, des étudiants spécialisés ou des amateurs passionnés. Cependant, la firme japonaise Toyama et le facteur français Vincent Bernolin fabriquent désormais des traversos de qualité en résine pouvant contribuer à la démocratisation du marché. 
La reproduction d'un traverso en polymère de résine époxy par impression 3D a pu être réalisée en 2020.

## Compositeurs

### Compositeurs flûtistes
- Jacques-Martin Hotteterre dit « le Romain » (1673-1763)
- Michel de La Barre (vers 1675-1745)
- Jean-Baptiste Lœillet de Londres (1680-1730)
- Jean-Baptiste Lœillet de Gand (1688-1720)
- Joseph Bodin de Boismortier (1689-1755)
- Pierre-Gabriel Buffardin (1689-1768)
- Jacques-Christophe Naudot (1690-1762)
- Johan Helmich Roman (1694-1758)
- Johann Joachim Quantz (1697-1773)
- Michel Blavet (1700-1768)
- Frédéric II de Prusse (1712-1786)
- Jakob Friedrich Kleinknecht (1722-1794)
- Filippo Ruge (1725-1767)
- François Devienne (1759-1803) « le Mozart français »

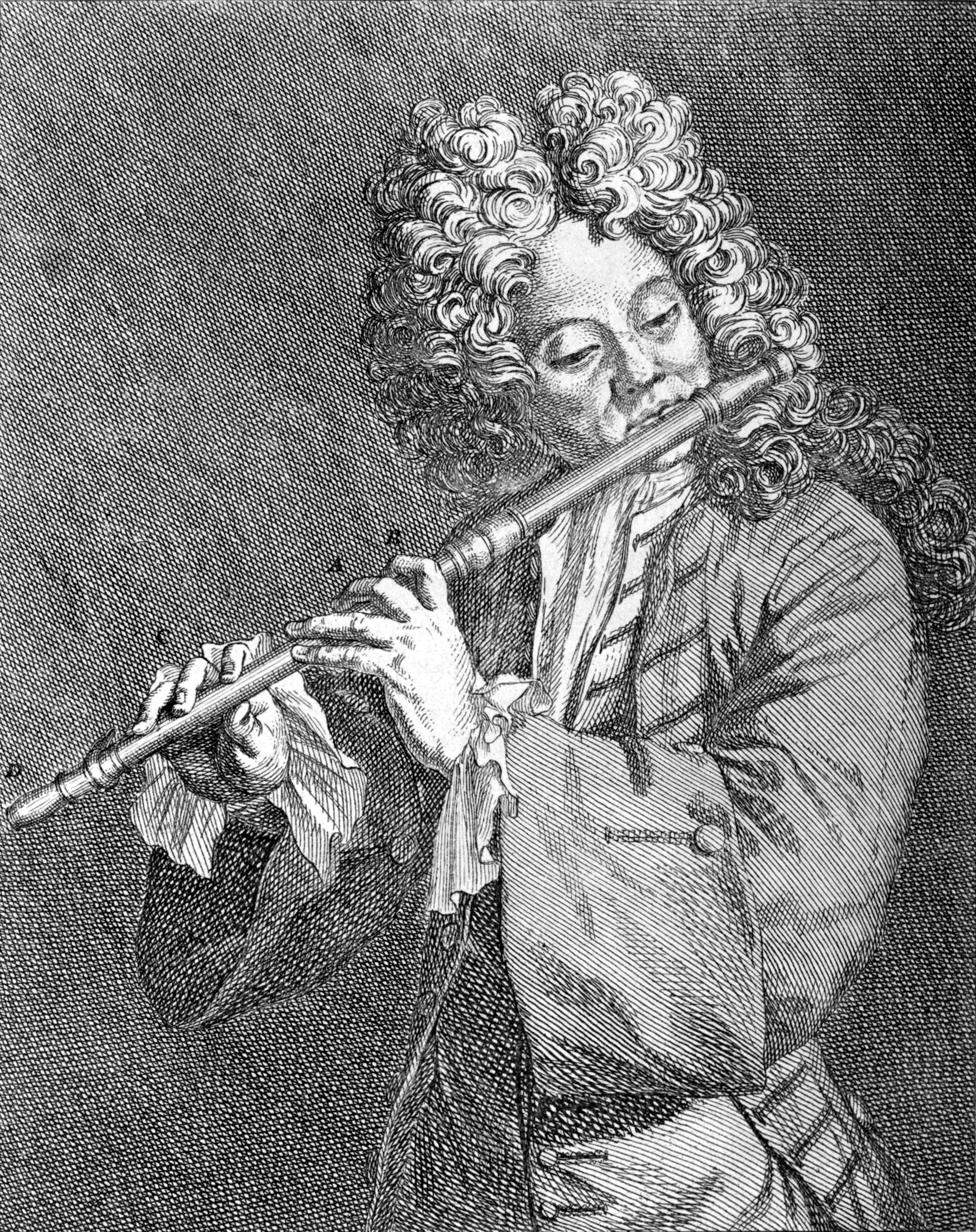
J.M. Hotteterre
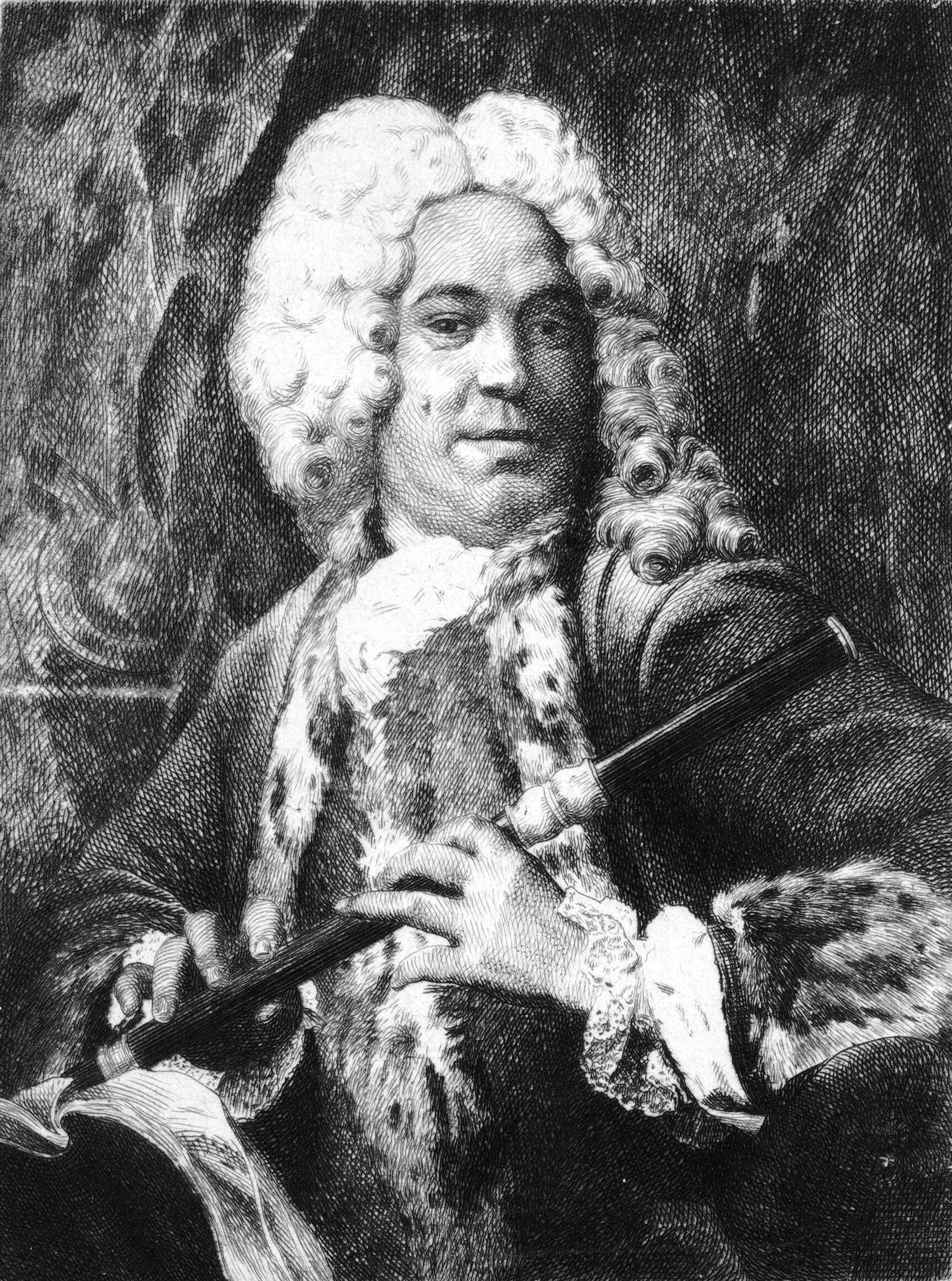
Michel de La Barre
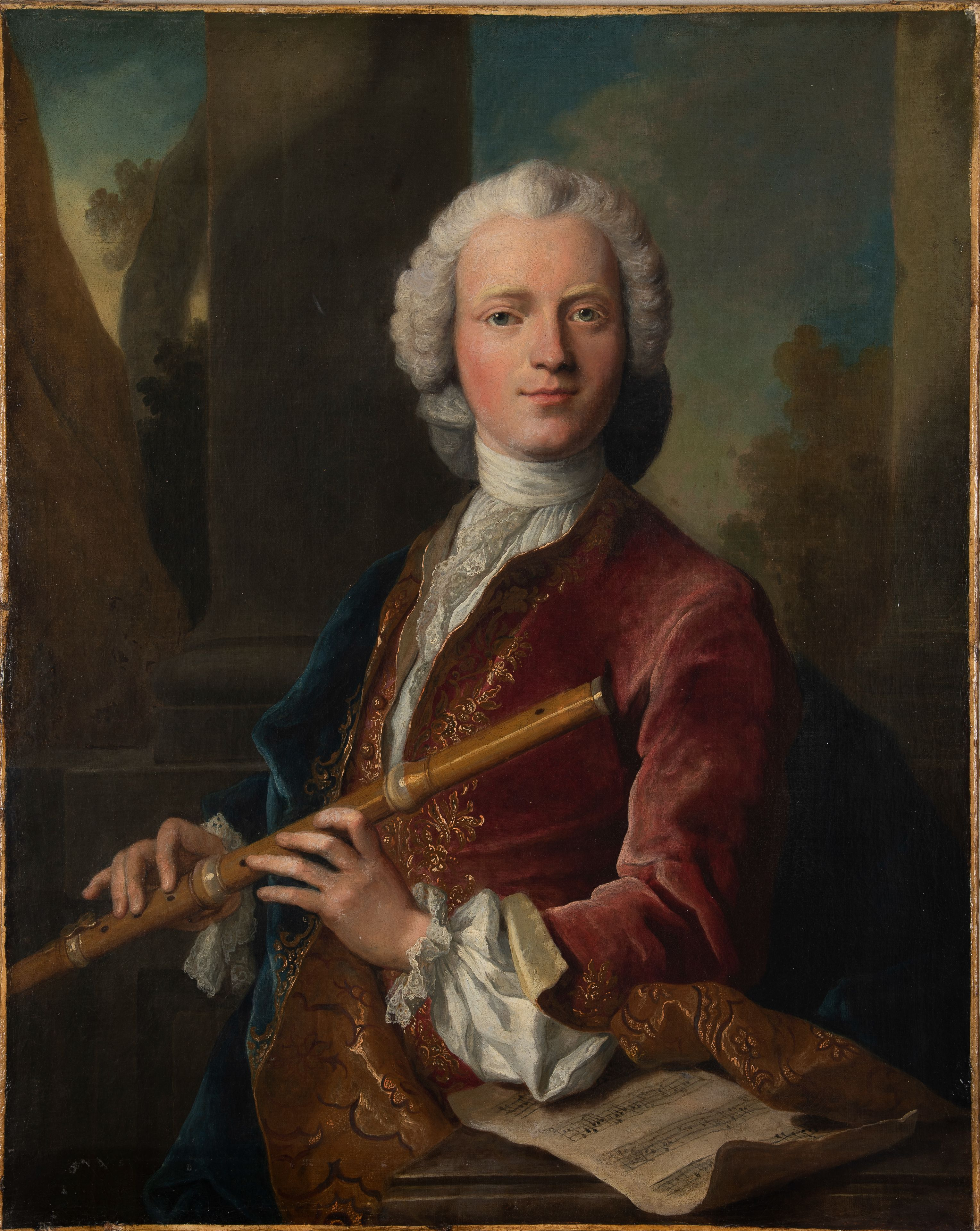
Michel Blavet
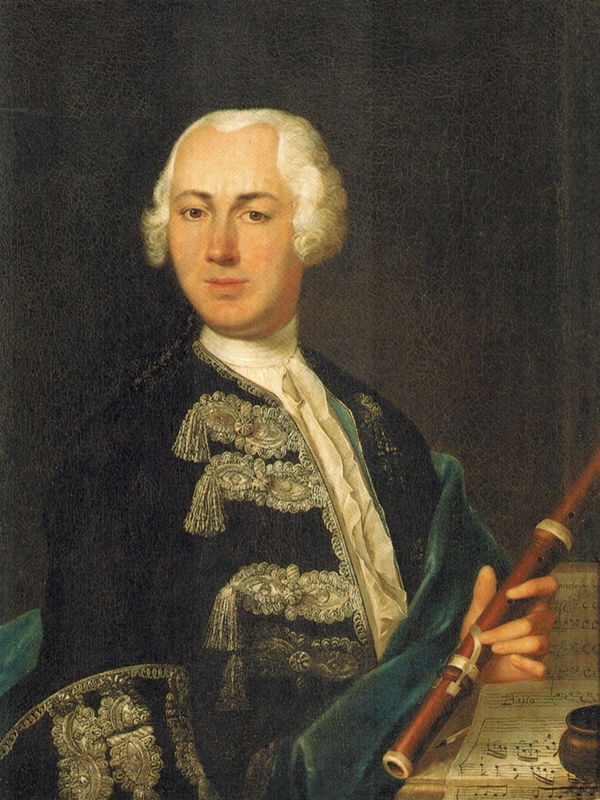
Johann Joachim Quantz 1735
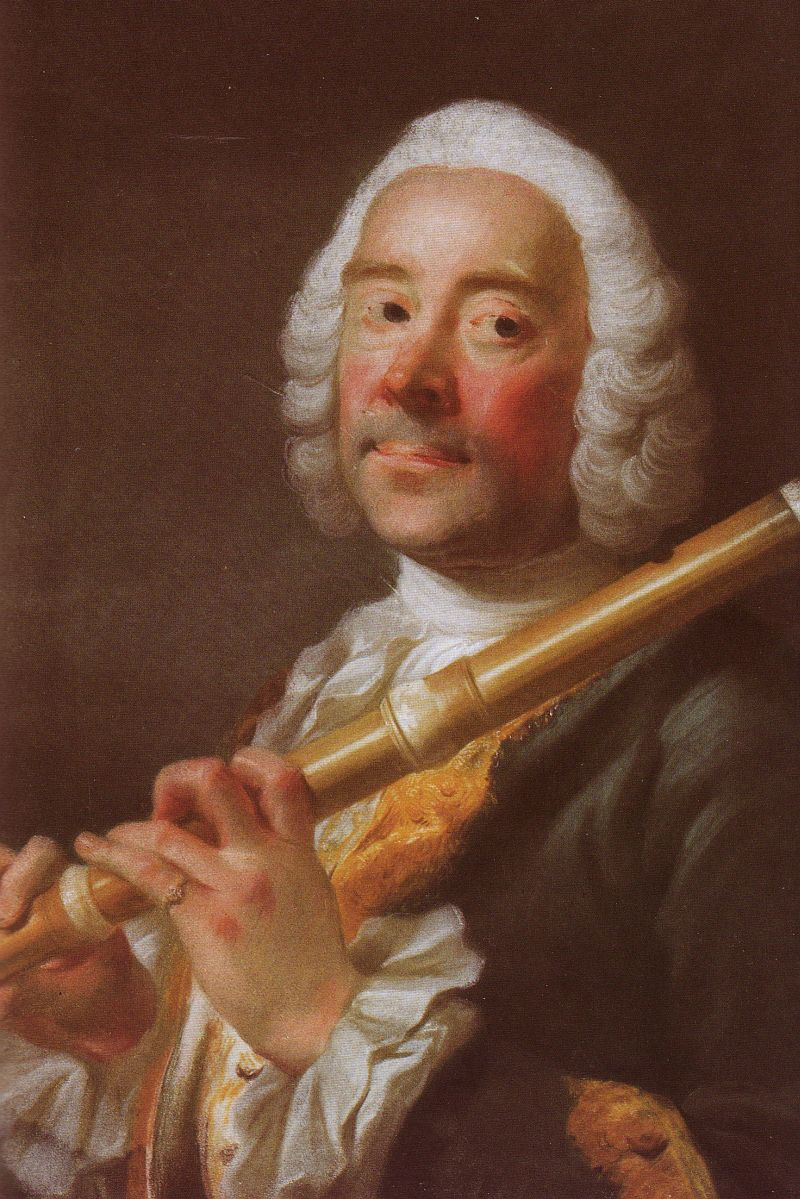
J.F. Kleinknecht c.1747
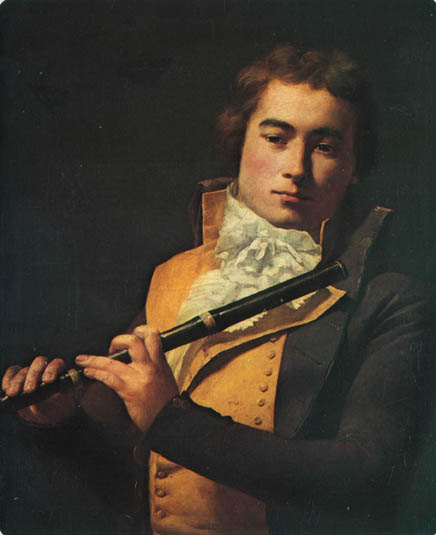
François Devienne c.1792

### Autres compositeurs
La plupart des grands compositeurs de la période baroque et du premier classicisme ont écrit des œuvres pour flûte traversière : concertos, musique de chambre et solos.

#### Époque baroque
- Vivaldi : six concertos opus 10
- Jean-Philippe Rameau : Pièces de clavecin en concerts
- Telemann : Douze fantaisies pour flûte seule, Suite pour flûte et orchestre en la mineur TWV 55:a2
- Georg Friedrich Haendel : sonates
- Jean-Sébastien Bach :
  - Partita pour flûte seule BWV 1013, qui exploite toutes les possibilités de l'instrument
  - Sonates pour flûte et clavecin ou accompagnement de basse continue
  - Suite (Ouverture) no 2 en si mineur BWV 1067 qui met en valeur l'instrument soliste, notamment dans la célèbre Badinerie[13]
- Johann Adolph Hasse : 12 concertos opus 3

Après avoir été longtemps jouées sur des flûtes modernes, ces œuvres sont de plus en plus souvent interprétées sur instruments historiques ou copies d'originaux.

#### Époque pré-classique et classique
- Franz Benda : plusieurs concertos
- Carl Philipp Emanuel Bach : concertos et sonates
- Christoph Willibald Gluck : Scène des Champs Élysées d'Orphée et Eurydice ; un concerto
- Johann et Carl Stamitz : concertos
- Anna Bon di Venezia (1738-après 1767) : 6 sonates op. 1 pour flûte et b.c. (1756) ; 6 sonates en trio op. 3 pour 2 flûtes et b.c.
- Karl Friedrich Abel : 6 concertos opus 6, sonates
- Franz Anton Hoffmeister : concertos, musique de chambre
- Mozart : deux concertos, Andante pour flûte et orchestre, Concerto pour flûte et harpe, quatre quatuors pour flûte et cordes, 6 sonates de jeunesse K. 10 à 15 pour flûte ou violon
- Franz Danzi : 4 concertos
- Johann Nepomuk Hummel : sonates, rondos, variations
- Friedrich Kuhlau : nombreuses œuvres du « Beethoven de la flûte »

Dans ce répertoire, surtout pour Mozart, la plupart des interprètes choisissent encore la flûte Boehm en métal tandis que quelques-uns préfèrent des copies d'instruments d'époque, une voie médiane de plus en plus utilisée étant la flûte Boehm en bois.

## Les interprètes

### À l'ère baroque et pré-classique
Les plus grands virtuoses étaient presque tous compositeurs, quelquefois facteurs, ou auteurs d'ouvrages didactiques :
- Philibert (de) (1639-1717), cité comme le premier virtuose de la "flûte allemande" en France, ordinaire du Cabinet de Louis XIV en 1667
- René Pignon Descoteaux (de) (1645-1728), nommé en 1678 ordinaire de la musique de la Chambre du Roi
- Jacques-Martin Hotteterre dit « le Romain » (1673-1763)
- Ferdinand Joseph Lemberger (16??-17??), flûtiste à la cour de Vienne, passé à la postérité par le portrait qu'en a fait Jan Kupecký vers 1710
- Michel de La Barre (c.1675-1745)
- François Philidor (1689-1717)[14], de la célèbre dynastie des Danican Philidor, ordinaire de la musique du Roi
- Pierre-Gabriel Buffardin (1689-1768)
- Johann Joachim Quantz (1697-1773)
- Michel Blavet (1700-1768)
- Antoine Mahaut (c.1719-1785)
- Charles Delusse (de) (c.1720-c.1774), apparenté aux facteurs Christophe et Jacques Delusse
- Johann Baptist Wendling (1723-1797), ami de Mozart
- Filippo Ruge (1725-1767)
- Johann George Tromlitz (1725-1805)
- Ferdinand Dejean (1731-1797), riche flûtiste amateur sans qui Mozart n'aurait pas écrit ses concertos et trois de ses quatuors pour flûte
- Duc de Guînes (1735-1806), flûtiste amateur commanditaire du Concerto pour flûte et harpe de Mozart

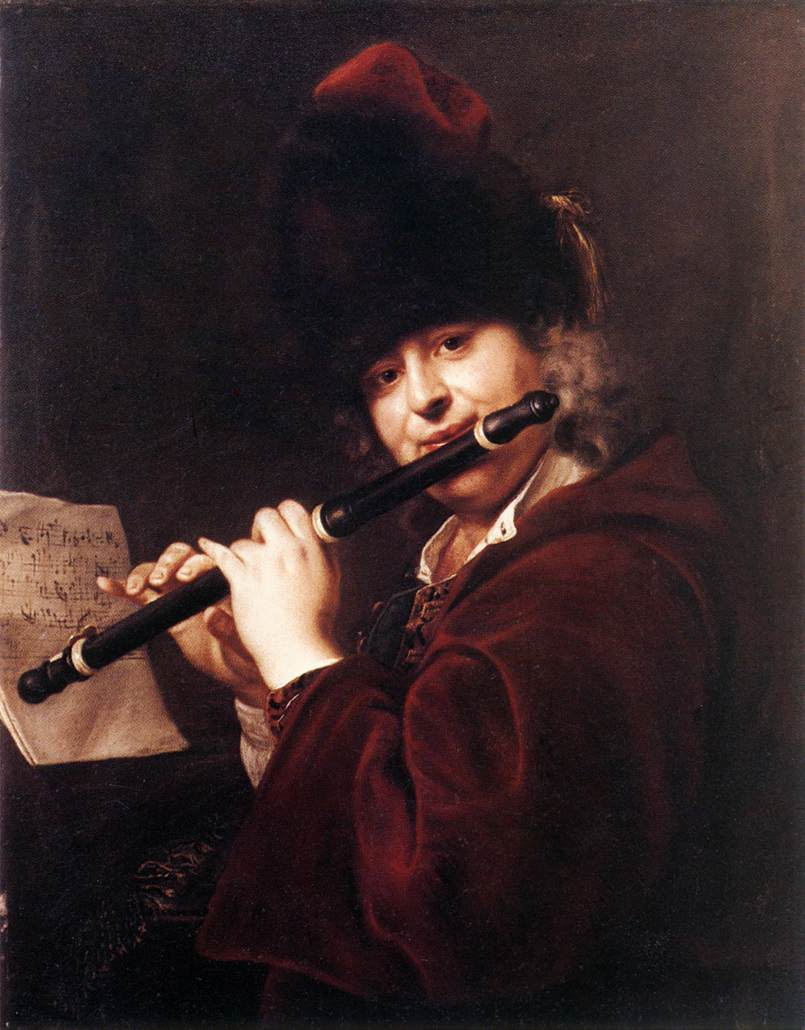
F.J. Lemberger
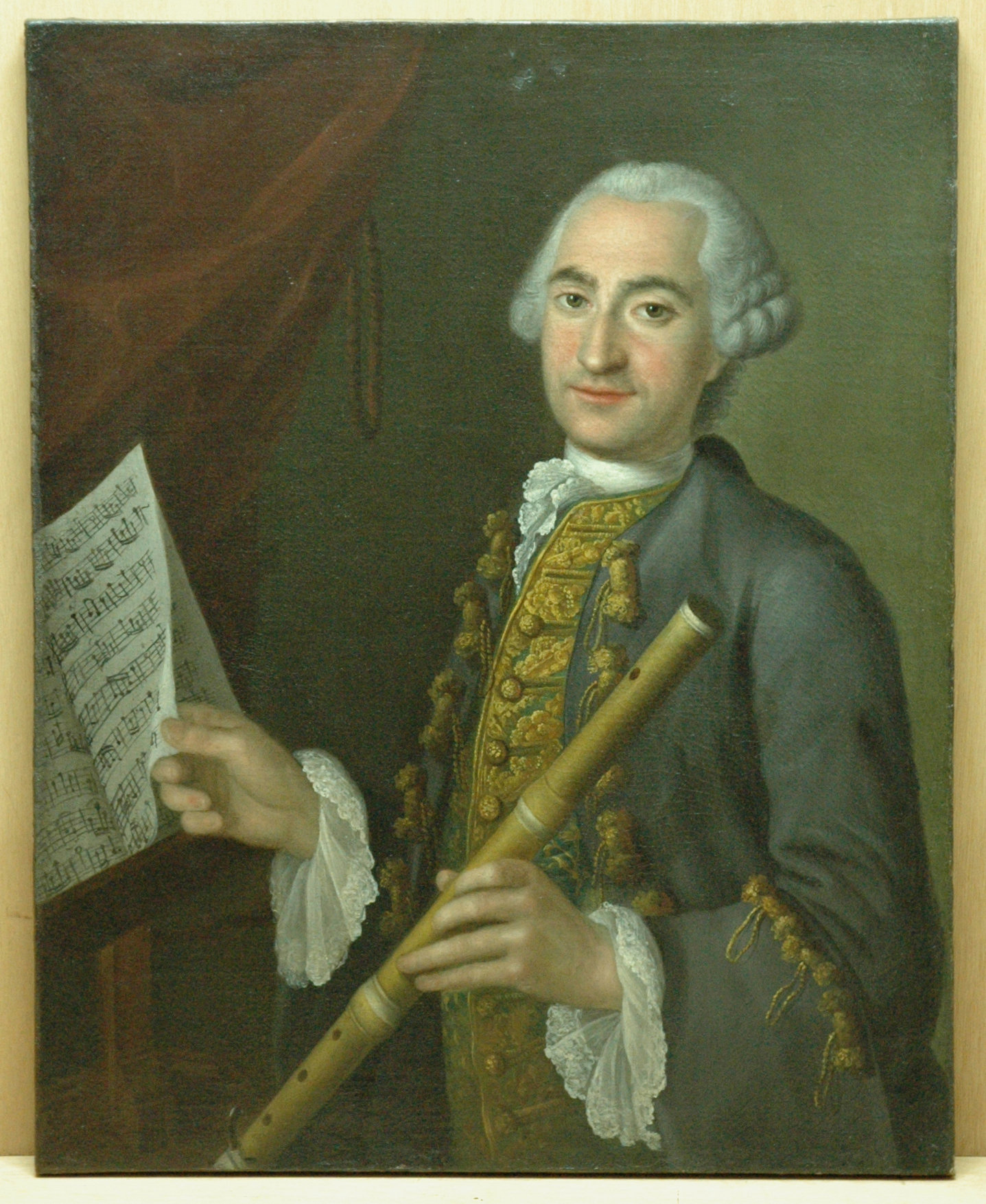
P.-G. Buffardin
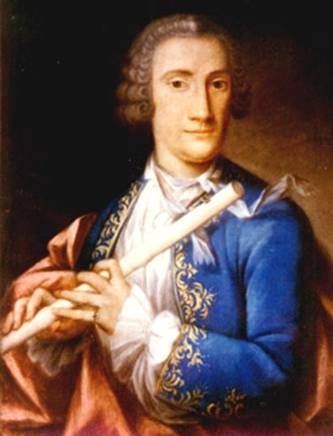
J.J. Quantz
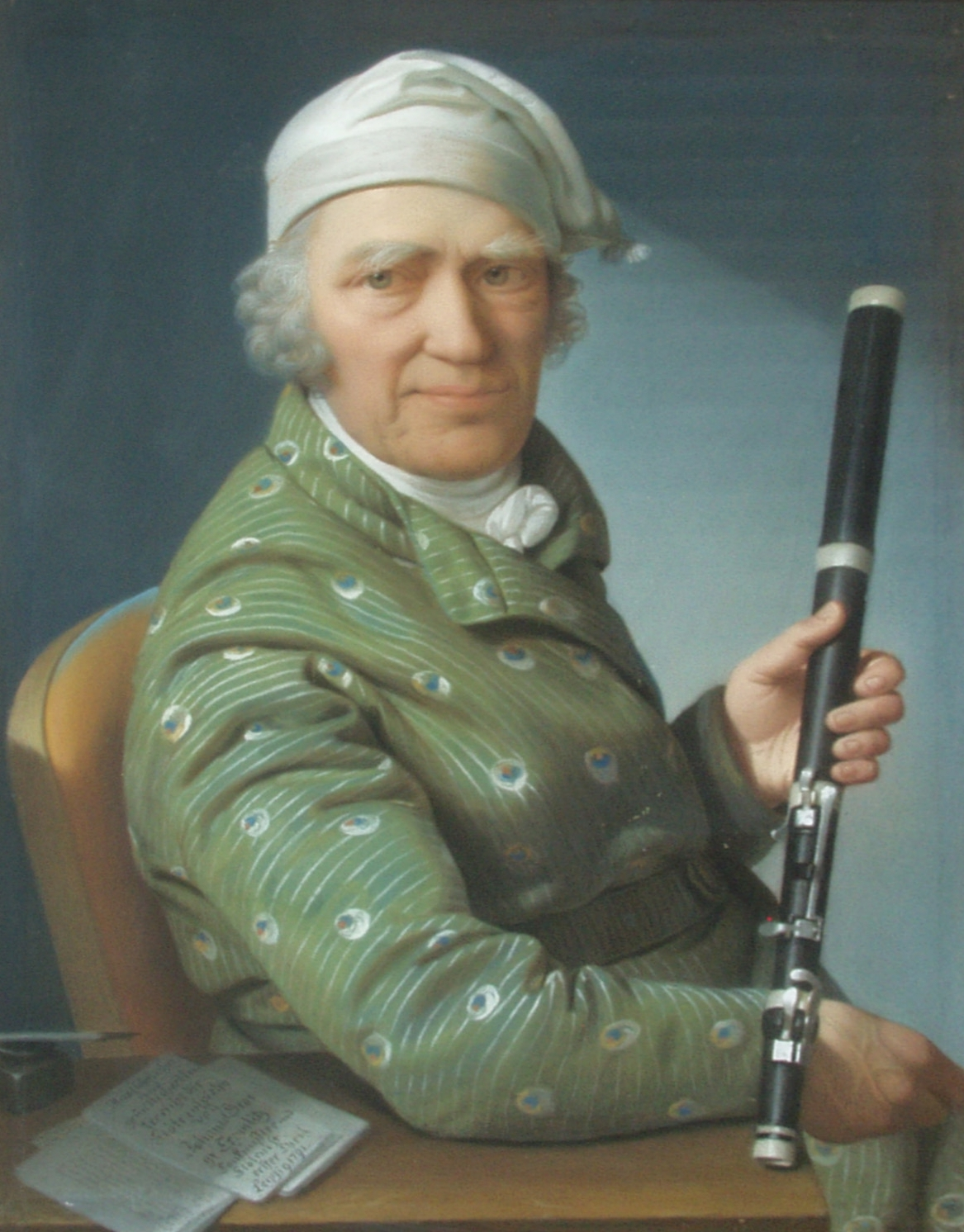
J.G. Tromlitz c.1803

Les femmes flûtistes sont trop rares à cette époque - et jusqu'au milieu du XXe siècle - pour qu'on ne cite pas les deux qui sont apparues en soliste au Concert Spirituel entre 1725 et 1791, et une troisième, plus célèbre, mais qui ne jouait pas en public :
- Mlle Taillart, d'une famille de flûtistes connue surtout par Pierre Évrard Taillart (1719 ou 1720-1782, successeur en 1749 de Blavet au Concert Spirituel, compositeur d'un recueil de sonates), au concert du 1er novembre 1735.
- Johanne Sophie Mudrich (c.1760-?), jeune prodige multi-instrumentiste et chanteuse originaire de Saint-Pétersbourg, dont le critique et compositeur Schubart écrit qu'elle joue « merveilleusement bien » de la flûte, et qui se produit notamment à Leipzig, Gotha et Liège avant d'être au Concert Spirituel en 1779 et 1780.
- Princesse Anne-Amélie de Prusse (1723-1787), sœur de Frédéric II, flûtiste et compositrice, dont une des  sonates, celle en fa majeur (1771), fait partie du répertoire flûtistique[16].

### AuXIXesiècle
Balayée par la Révolution française et le mouvement romantique, la musique écrite pour la flûte à une clé disparaît de la scène musicale. Quatre décennies plus tard, la nouvelle flûte de Boehm supplante progressivement les anciens systèmes. La flûte baroque n'est alors plus qu'un objet relégué dans les musées, dont celui de La Couture-Boussey, fondé en 1888, présente les modèles emblématiques, mais que plus personne ne joue. 
Quelques essais de résurrection ont néanmoins lieu dans les années 1880-1890. En Belgique, à l'instigation de François-Auguste Gevaert et Victor-Charles Mahillon, respectivement directeur et conservateur du Conservatoire royal de Bruxelles, les professeurs de l'établissement donnent de 1879 à 1890 plusieurs concerts de musique ancienne en utilisant les instruments de leur Musée ; Jean Dumon (1829-1889), accompagné au clavecin, joue sur une flûte en ivoire à une clé du milieu du XVIIIe siècle des œuvres de Quantz, J.S. Bach et Haendel ; les trois concerts de juillet 1885 à l'Exposition internationale des Inventions de Londres sont particulièrement remarqués, notamment par George Bernard Shaw,, et le groupe se produit également en Italie du Nord en 1888.
À l'occasion des concerts historiques de l'exposition « Internationale Auffstellung für Musik und Theaterwesen » de Vienne en 1892, et en Allemagne en 1893, Maximilian Schwedler (de) (1853-1940), l'un des derniers réfractaires au système Boehm, auteur de Flöte und Flötenspiel, Leipzig, J.J. Weber, 1910, présente un instrument baroque, dont son propre modèle de flûte est un lointain descendant.

### Les pionniers du renouveau auXXesiècle
La flûte baroque reste la grande oubliée du regain d'intérêt pour les instruments anciens dont jouissent, grâce à des personnalités comme Louis Diémer, Arnold Dolmetsch et Wanda Landowska, les violes, le clavecin et la flûte à bec. En France, les divers ensembles de musique ancienne n'ont pas de flûtiste, hormis la « Société des Concerts d'autrefois » (1907), où Louis Fleury utilise une flûte Boehm. « Ars Rediviva », fondé à Paris en 1935 par la claveciniste Claude Crussard (1893-1947), est un ensemble exclusivement dévolu à la musique baroque, qui recourt occasionnellement aux flûtistes René Le Roy et Fernand Caratgé, jouant eux aussi sur flûte moderne ; la flûte baroque a disparu du paysage musical français.
En Allemagne, le mécène collectionneur d'instruments anciens Hans Eberhard Hoesch (de) (1891-1972) anime de 1930 à 1935 son ensemble « Kabeler Kammermusikreihe » à Hagen, comprenant dans ses rangs August Wenzinger et le flûtiste Gustav Scheck, qui joue un instrument historique (c.1770) de F.G.A. Kirst en buis à une clé,. À la dissolution de cet ensemble en opposition avec la politique culturelle nationale-socialiste, une formation réduite se reconstitue avec le claveciniste Fritz Neumeyer sous le nom de « Kammermusikkreis Scheck-Wenzinger », qui donne des concerts en Allemagne, en Suisse et en Italie jusque dans les années 1960, avec seulement une interruption dans les dernières années de la Seconde Guerre mondiale.
De 1931 à 1944, le flûtiste berlinois Georg Müller (1882-1956), grand connaisseur et éditeur de la musique de Frédéric II de Prusse, donne à Potsdam plus de 200 concerts en utilisant une flûte baroque de F.G.A. Kirst ayant appartenu au monarque. Avec cet instrument, il enregistre en 1931-32 sous étiquette Grammophon-Die Stimme seines Herrn quelques-uns de ses propres arrangements d'œuvres du roi compositeur. La destruction de tous ses biens (bibliothèque, collection d'instruments, portraits de flûtistes, travaux de recherche) par les bombardements de Berlin met une fin définitive à cette entreprise.
Ces quelques initiatives n'ont touché qu'un public restreint, et il faut attendre les années 1950 et l'enregistrement sonore sur disque microsillon pour que soit révélée aux mélomanes du monde entier l'interprétation du répertoire baroque sur instruments d'époque. À la flûte traversière, les pionniers sont :
- Gustav Scheck (de) (1901-1984) : bien qu'interprétant Bach parfois sur flûte moderne de Louis Lot ou Johannes Hammig, il détient toujours l'instrument historique de F.G.A. Kirst en buis à une clé de l'ancienne collection Hoesch[20]. De 1950 à 1954, il enregistre sur cette flûte Kirst des œuvres de Bach, Telemann, Haendel, De La Barre et Hotteterre pour Archiv Produktion (de)[22]. Il est l'auteur de Die Flöte und ihre Musik, Mayence, Schott, 1975, 264 p. (ISBN 978-3795727659).
- Frans Vester (nl) (1922-1987) : dès 1948, il interprète à la flûte baroque la Partita pour flûte seule de Bach sur les ondes de la radio hollandaise. Parmi ses enregistrements figure notamment l'œuvre intégral pour flûte et orchestre de Mozart en 1971 sur des instruments de Grenser, Rottenburgh et un anonyme londonien (2 LP Seon, ABC Classics AX-67040/2, 1972, ou Philips 6675 060, 1973)[23]. Il est l'auteur de Flute Music of the 18th century, Monteux (Vaucluse), Musica Rara, 1985, 573 p. (ISBN 978-2950064615).
- Leopold Stastny (1927-2007) : flûtiste de la première heure du Concentus Musicus de Vienne en 1953, il participe aux enregistrements de l'ensemble dès le début des années 1960 pour Amadeo (Vienne) et Telefunken ; il enregistre en 1976 les sonates de J.S. Bach sur une copie de Hotteterre et sur une flûte en buis de A. Grenser, propriété de Nikolaus Harnoncourt et ayant appartenu à Frédéric II (2 LP Telefunken “Das Alte Werk” 6.35339EX, 1976)[24],[25].

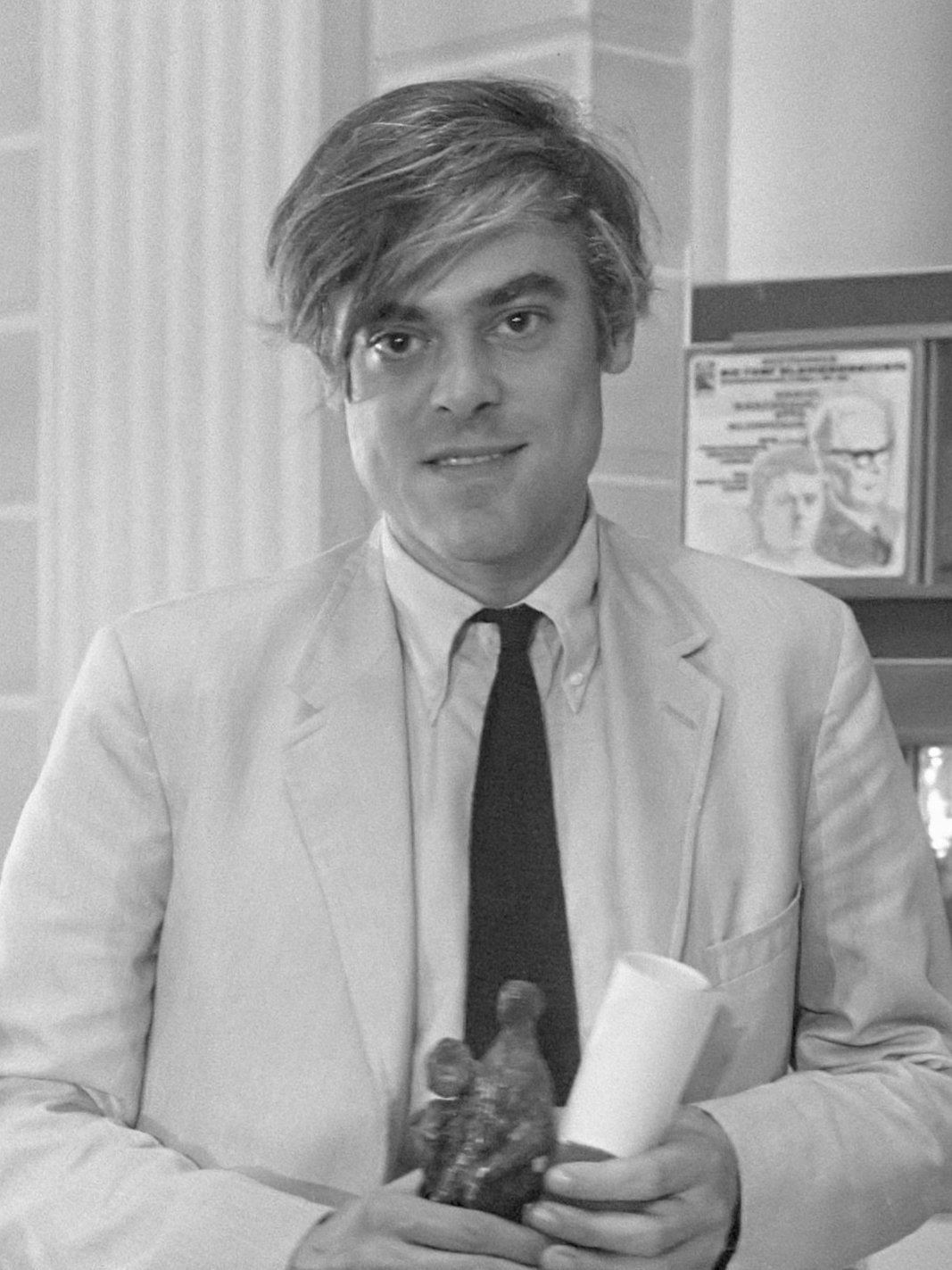
Frans Brüggen

- Hans-Martin Linde (né en 1930) : à partir de 1960, il enregistre, pour les labels Archiv, Deutsche Grammophon, EMI et d'autres, une grande partie des répertoires baroque, rococo et pré-classique, sur des instruments originaux ou des copies de Metzler, J. Denner, A. Grenser, Prudent et Hotteterre, ainsi que Mozart sur des copies de J.H. et G.A. Rottenburgh, et Schubert sur une flûte romantique de 1830. Il pratique encore plus la flûte à bec, et, à partir de 1983, la direction d'orchestre[26].
- Frans Brüggen (1934-2014), virtuose de la flûte à bec et de la traversière, figure majeure de l'interprétation historiquement informée, y compris comme chef d'orchestre. En 1973, il entame son intégrale des sonates et Partita de Bach sur une flûte en ivoire de G.H. Scherer de 1773 et une Grenser en ébène de 1780 (2 LP Seon Philips 6575 068, 1976) et enregistre 4 sonates de Haendel sur une flûte de Thomas Stanesby Jr (3 LP Seon, Philips 6747 096, 1974) ; en 1976, tout l'œuvre de Hotteterre, partagé entre la flûte à bec et le traverso (3 LP Seon Philips 6776 002, 1977) ; en 1979, sur une flûte de G.A. Rottenburgh c.1740, deux concertos de Vivaldi : Il gardellino RV 90 et le no 4 de l'opus 10 RV 435 (LP Seon RCA RL 30392, 1980)[27].

Avec un délai par rapport à l'Europe, les pionniers du renouveau de la flûte baroque aux États-Unis sont :
- Robert Willoughby (en) (1921-2018) : formé à Amsterdam en 1970 auprès de Vester et Brüggen, il est le premier à enseigner l'instrument aux États-Unis. Professeur de Janet See et de Jed Wentz.
- John Solum (en) (né en 1935) : il enregistre les baroques et Mozart au traverso dans les années 1980-90. Il est l'auteur de The Early Flute, Oxford, Clarendon Press, coll. « Early Music Series n° 15 », 1992, 164 p. (ISBN 978-0198162537), dont le chapitre 2 (p.34-49)  est consacré à la flûte baroque.

### Les contemporains
À partir des années 1970, le concept d'interprétation historiquement informée est de plus en plus prégnant et amène un retour aux instruments d'époque dans l'exécution du répertoire baroque et pré-classique. Cette évolution pousse de nombreux flûtistes à apprendre et utiliser l'instrument désormais nommé "traverso", pour bien le différencier de la flûte Boehm qu'ils pratiquaient exclusivement jusque-là. Les premiers convertis se forment auprès des pionniers Vester, Brüggen et Kuijken, puis les master classes se développent, et des enseignements spécifiques de flûte baroque sont créés dans les conservatoires. Les ensembles spécialisés se multiplient et ceux qui intègrent des bois ont souvent une ou deux flûtes traversières. Ces interprétations authentiques s'étendent ensuite des œuvres de la période baroque ou du premier classicisme interprétées avec des flûtes à une clé à celles du premier romantisme de 1790 aux années 1830 (par exemple symphonies ou musique de chambre de Beethoven ou de Schubert) avec des flûtes à 5 clés ou plus (8, 9) antérieures à la flûte Boehm. Parallèlement, la facture instrumentale pourvoit à cette nouvelle demande avec des copies de qualité. Qu'ils soient solistes, musiciens d'orchestre ou de chambre, et aussi enseignants, les professionnels pratiquant le traverso sont devenus si nombreux dans le monde qu'on ne peut en citer ici qu'une toute petite partie ; alors que presque tous les flûtistes des siècles passés étaient des hommes, la féminisation actuelle de la profession touche également, et peut-être encore plus, la spécialisation en flûte baroque :
- Philippe Allain-Dupré (né en 1956), également facteur, organologue et historien de la flûte
- Maria Tecla Andreotti (1956-2020), élève de B. Kuijken, membre avec Christophe Coin de l'Ensemble baroque de Limoges
- Masahiro Arita (né en 1949), 1er Prix du Concours international de Bruges en 1975, auteur d'une abondante discographie[28]
- Valérie Balssa (née en 1964), élève de B. Kuijken, pionnière en France comme soliste et au sein des Arts florissants, des Musiciens du Louvre, La Simphonie du Marais, l'Ensemble Matheus, Akadêmia, La Chapelle Rhénane, « Tic Toc Choc »…[29]
- Diana Baroni
- Ana Benić Šalinović (née en 1980), élève de R. Brown et M. Hantai, fondatrice de l'ensemble de chambre « Ars Longa » et flûtiste de l'Ensemble baroque croate[13]
- Anna Besson (née en 1988)
- Lisa Beznosiuk (en) (née en 1956)
- Rachel Brown (en)
- Penelope Evison (née en 1954), élève de P. Séchet, pionnière de la flûte baroque, et la première à avoir enregistré les 12 sonates de J.H. Roman[30]
- Jean-Christophe Frisch (né en 1959), fondateur de l'ensemble XVIII-21 Le Baroque Nomade
- Claire Guimond (née en 1955)

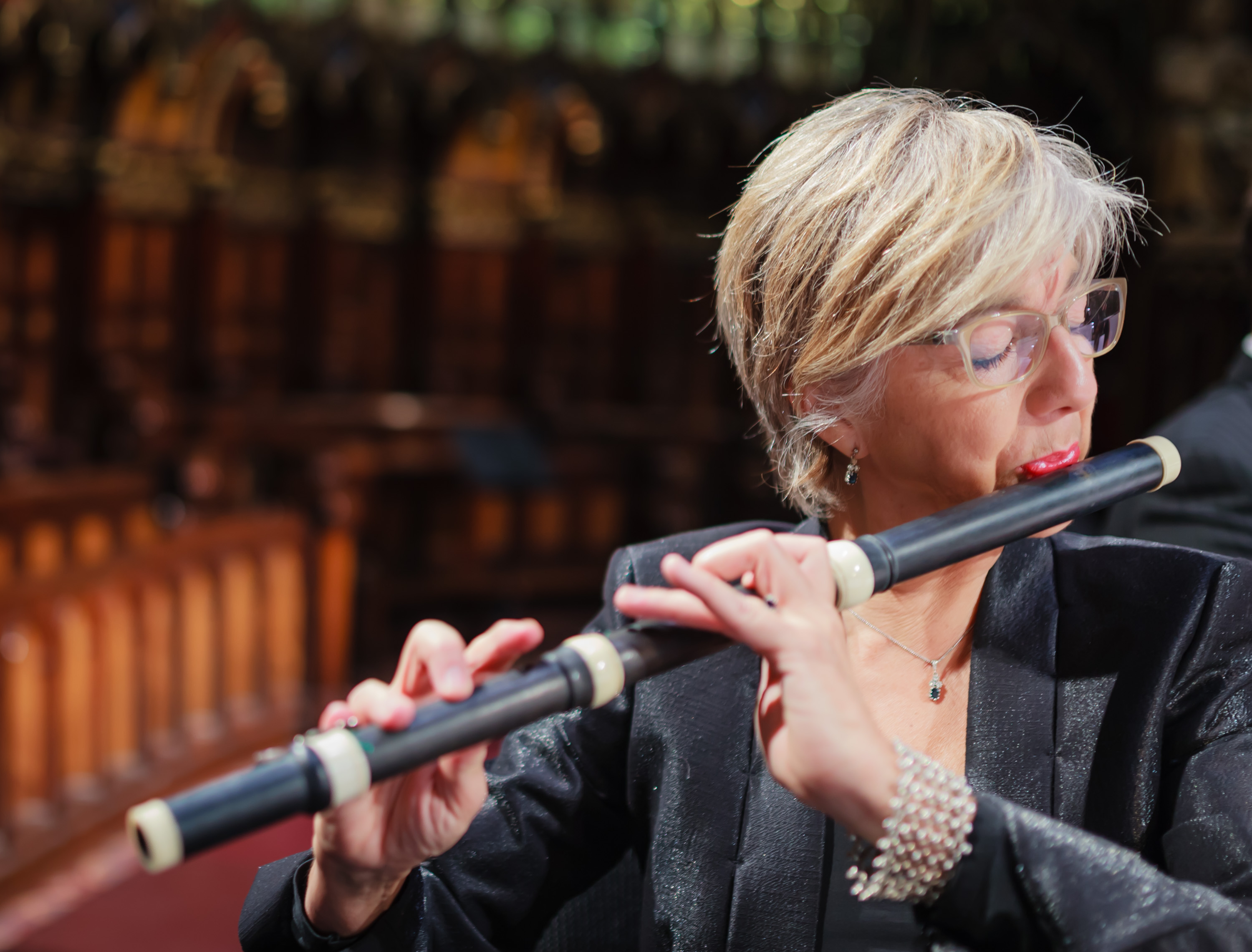
Claire Guimond

- Marc Hantaï (né en 1960), professeur à la Schola Cantorum de Bâle
- Wilbert Hazelzet (né en 1948)
- Konrad Hünteler (1947-2020)
- Karl Kaiser, professeur à la Haute école de musique de Francfort et à la Haute école de Fribourg-en-Brisgau
- Alexis Kossenko (né en 1977)
- Barthold Kuijken (né en 1949)
- Annie Laflamme (née en 1977), élève de W. Hazelzet, flûtiste entre autres de Collegium 1704, Concerto Köln, les Musiciens du Louvre…
- François Lazarevitch, fondateur de l'ensemble Les Musiciens de Saint-Julien
- Amélie Michel, flûtiste des ensembles « Les Dominos », Amarillis, « La Diane Française »[31]
- Jean-Pierre Pinet, élève de P. Séchet et B. Kuijken, a collaboré avec La Chapelle Rhénane, Les Talens Lyriques, le Concert Spirituel…[32]
- Laura Pontecorvo, professeure aux conservatoires de Ferrare et Terni, a réalisé plusieurs CD en soliste (J.S. Bach, C.P.E. Bach…) et avec Concerto Italiano, « Arte dell'Arco », « Helianthus »…[33]
- Stephen Preston (en) (né en 1945)
- Serge Saïtta, professeur à la Haute École de musique de Genève, soliste des Arts florissants
- Ashley Solomon (en) (né en 1968)
- Pierre Séchet (né en 1939)
- Janet See, élève de Willoughby et Vester au début des années 1970, première femme flûtiste baroque ayant fait une carrière internationale

- Jana Semerádová (cs) (née en 1975)[34]
- Frank Theuns (né en 1956), fondateur de l'ensemble Les Buffardins, professeur au Conservatoire royal de Bruxelles.
- Stefanie Troffaes (née en 1980), a étudié avec M. Hantaï, B. Kuijken, F. Theuns, K. Kaiser et W. Hazelzet, joue en soliste ou au sein de Insula orchestra, Les Talens Lyriques, Les Muffatti…[35]
- Jed Wentz (de) (né en 1960), fondateur de l'ensemble « Musica ad Rhenum », professeur au conservatoire d'Amsterdam.
- Jan De Winne (né en 1962), également facteur.
- Marc Zuili (né en 1962), fondateur de l'« Ensemble Fragonard ».